# Familia Medici
Familia Medici (corect de’ Medici; pronunțare cu 3 silabe: 'me-di-ci) a fost în Florența în secolul al XV-lea și al XVI-lea una dintre cele mai importante familii concurente în lupta pentru putere influență politică, avuție și prestigiu. Printr-o iscusită și nemiloasă tactică bazată pe iintrigi, inițial o familie neimportantă, a ajuns una dintre cele mai bogate și influente familii din Italia. 

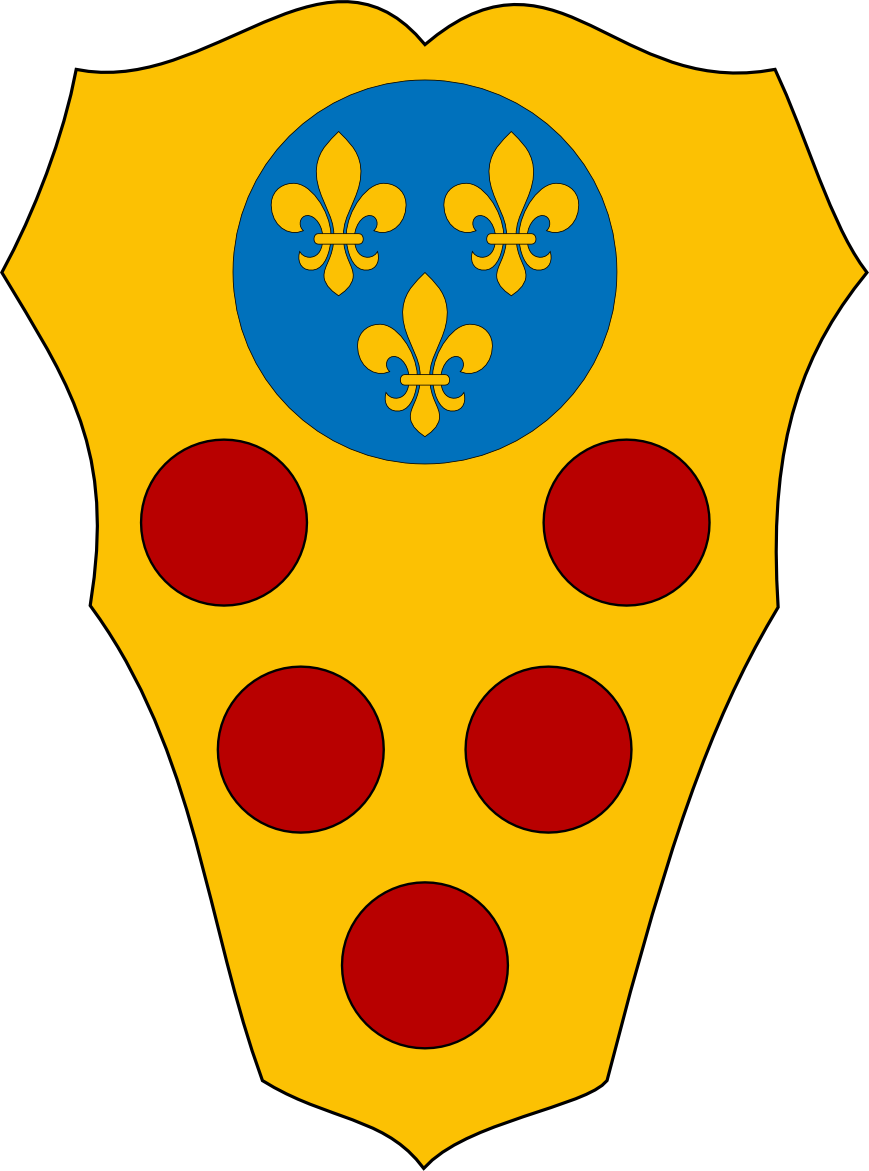
Blazonul familiei Medici

## Istoria familiei

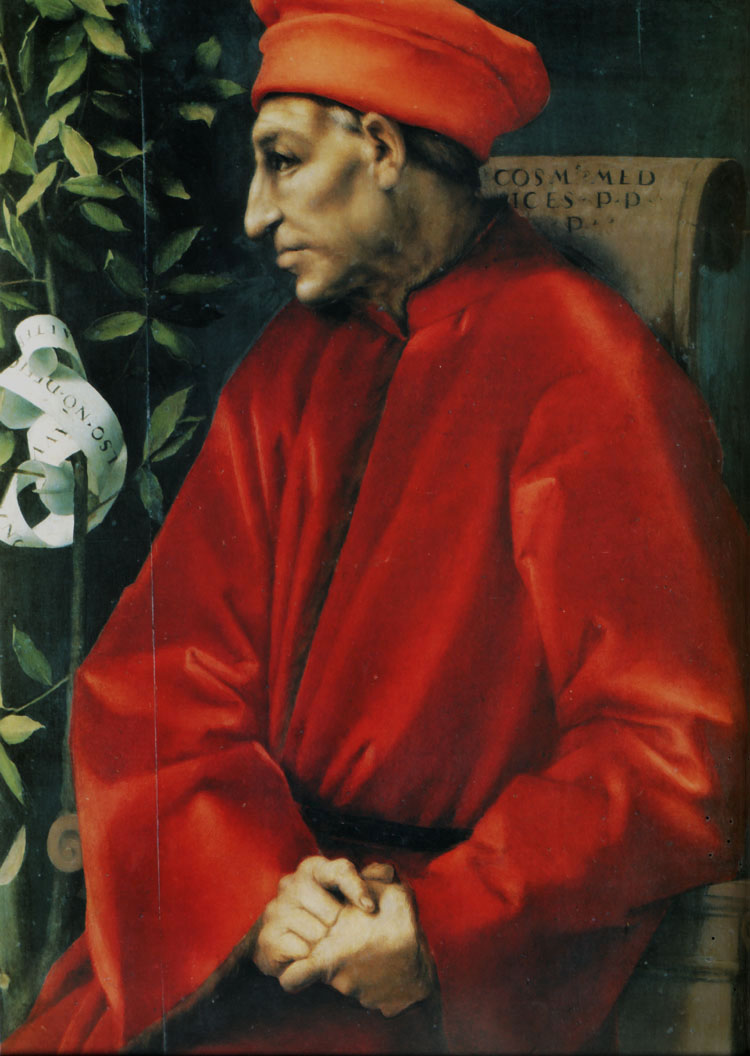
Cosimo de Medici

Baza inițială a averii familiei a fost comerțul cu materiale textile aparținând breaslei Arte della Lana. Familia a fost menționată pentru prima dată în a doua jumătate a secolului al XIII-lea. Influența politică a familiei s-a datorat relațiilor și contactelor cu partidul popular Popularen din Florența. Mulțumită acestor relații, familia a întemeiat un sistem bancar modern, dominând societatea financiară din aceea perioadă, având contacte bune cu Vaticanul care-i sprijină ascensiunea. Prin sprijinirea și încurajarea artei împreună cu alte familii de oameni de afaceri din nordul Italiei, ajung orașele Florența, Veneția, Milano, Genova și Roma să cunoască o dezvoltare culturală, economică din perioada de Renaștere. Familia „de Medici” provine din regiunea Florenței fiind menționată prima dată în a doua perioadă a secolului al XIII-lea, membri ei ocupând funcții în breasla lor din Florența. Unul dintre aceștia a fost Salvestro di Alamanno (1331–1388) care a condus atacul contra revoltei scărmănătorilor de lână Ciompi. Cu nepotul său, Giovanni di Bicci de Medici (1360–1429), devenit bancherul Curiei Romane și mijlocitor între vechea familie nobiliară florentină Albizzi și popor, a început ascensiunea principalei ramuri a familiei, Medici di Cafaggiolo, care a dominat Republica Florența, cu două întreruperi (1494–1512 și 1527–1530).
Membrii familiei au fost magistrați de seamă ai orașului până în anul 1537. Printre figurile pregnante ale familiei s-au numărat Cosimo de Medici (1389–1464), supranumit cel Bătrân (il Vecchio), a purtat titlul gran maestro fiind conducătorul neoficial al Republicii Florența și nepotul acestuia, Lorenzo de Medici, supranumit Magnificul (1449–1492). Ascensiunea marcantă a familiei a fost atinsă prin cel de-al treilea fiu al lui Lorenzo Giuliano al II-lea de Medici care ca principe de Nemours a deținut primul titlu nobiliar al familiei.  Cel de-al doilea fiu a lui Lorenzo Giovanni, a devenit primul papă din familie, sub numele Leon al X-lea primul papă al familiei (1513–1521), urmat de vărul său, Giulio sub numele Clement al VII-lea (1523–1534), însă în orașul Florența influența familiei a scăzut. Fratele lui Lorenzo Giuliano I de Medici moare în anul 1478 ca urmare a unui complot politic organizat de familia concurentă Pazzi. Fiul cel mai în vârstă a lui Lorenzo Piero II. de Medici este alungat din Florența 1494 de către un călugăr fanatic Girolamo Savonarola care proclamă „Statul Sfânt” sau „Statul lui Dumnezeu„ se spune că ar fi ars și unele opere de artă a lui Botticelli fiind nuduri. Piero al II-lea de Medici (Piero cel Fără noroc) se reîntoarce în 1512 fiind însă din nou alungat din oraș. Cu ajutorul papei Clemens al VII-lea și al împăratului Carol Quintul reușește Florența să devină pentru o perioadă scurtă (1527–1530) din nou republică. Lorenzo al II-lea de' Medici după ce se întoarce 1527 va fi din nou alungat. 

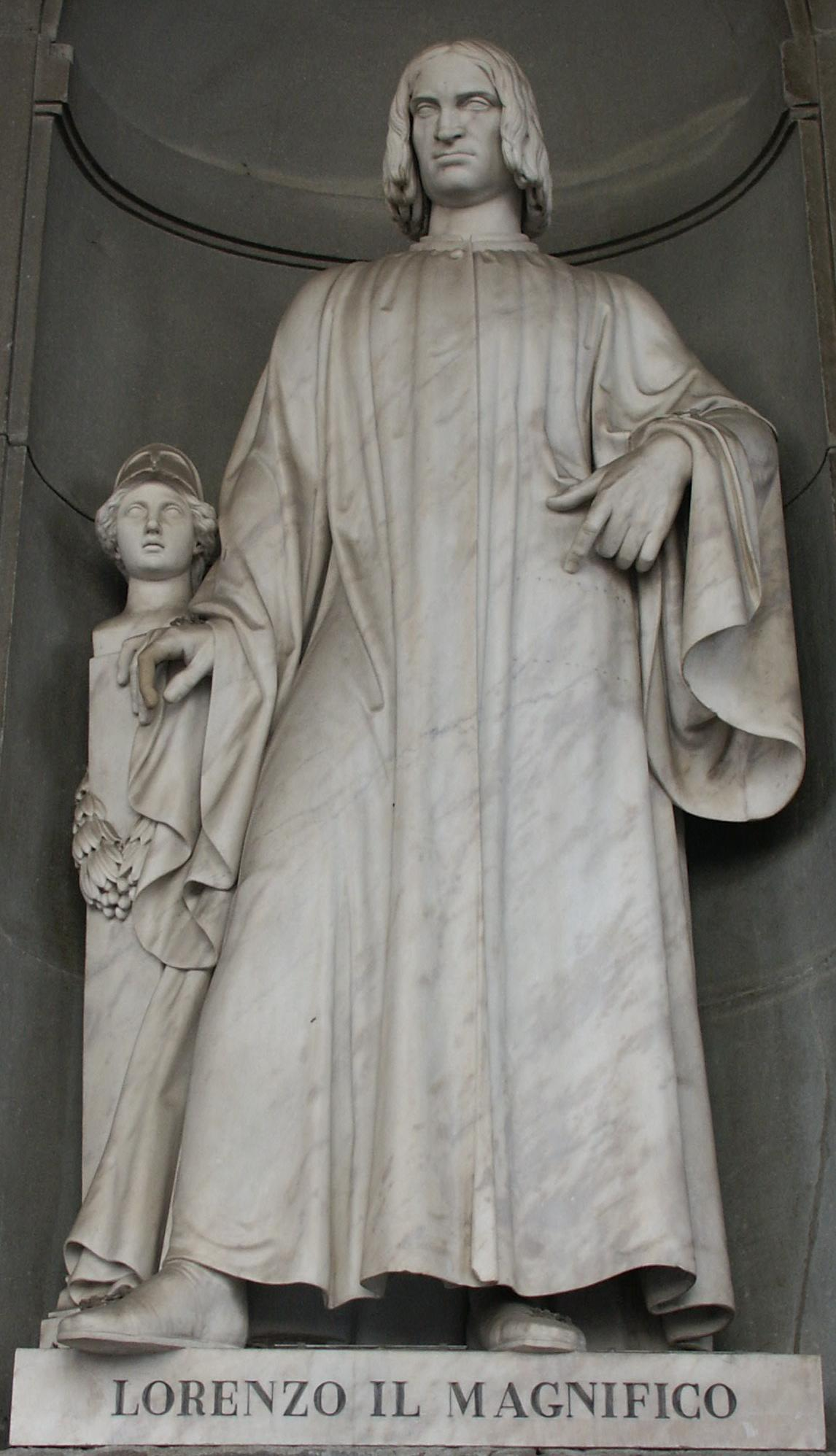
Lorenzo de Medici

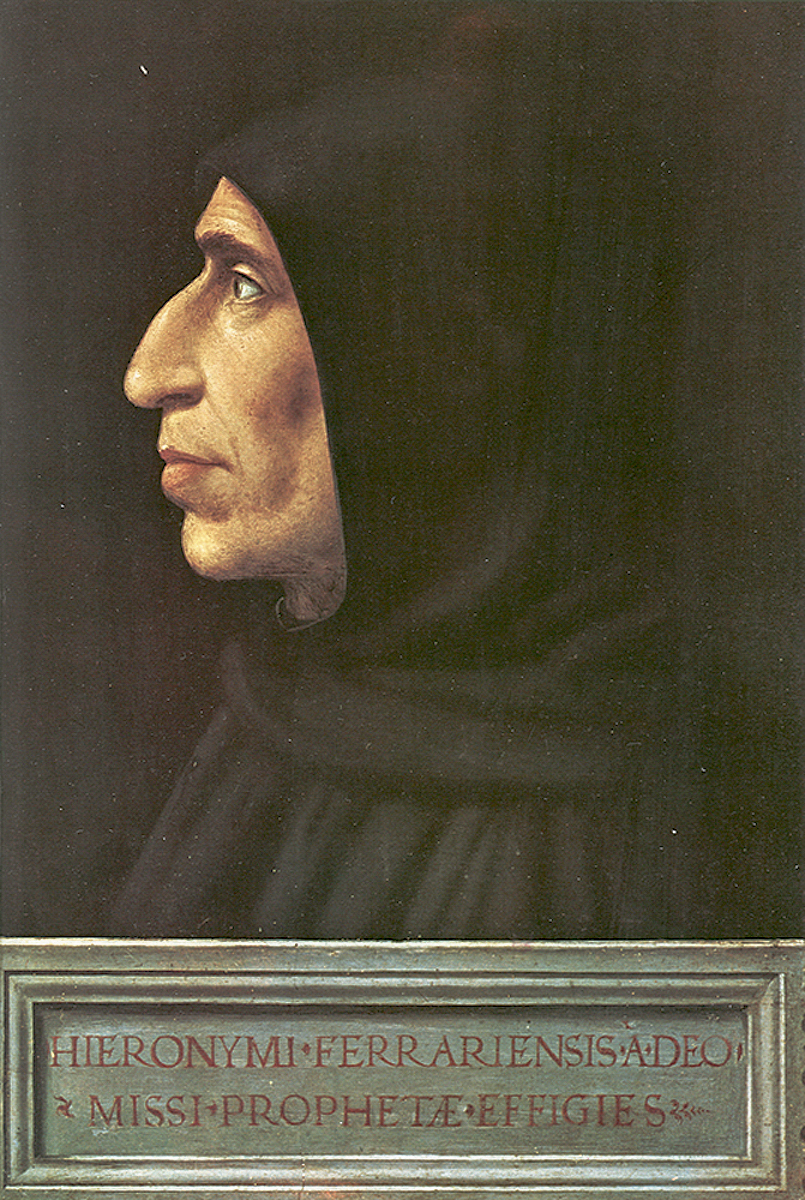
Girolamo Savonarola (portret Fra Bartolomeo, 1498)

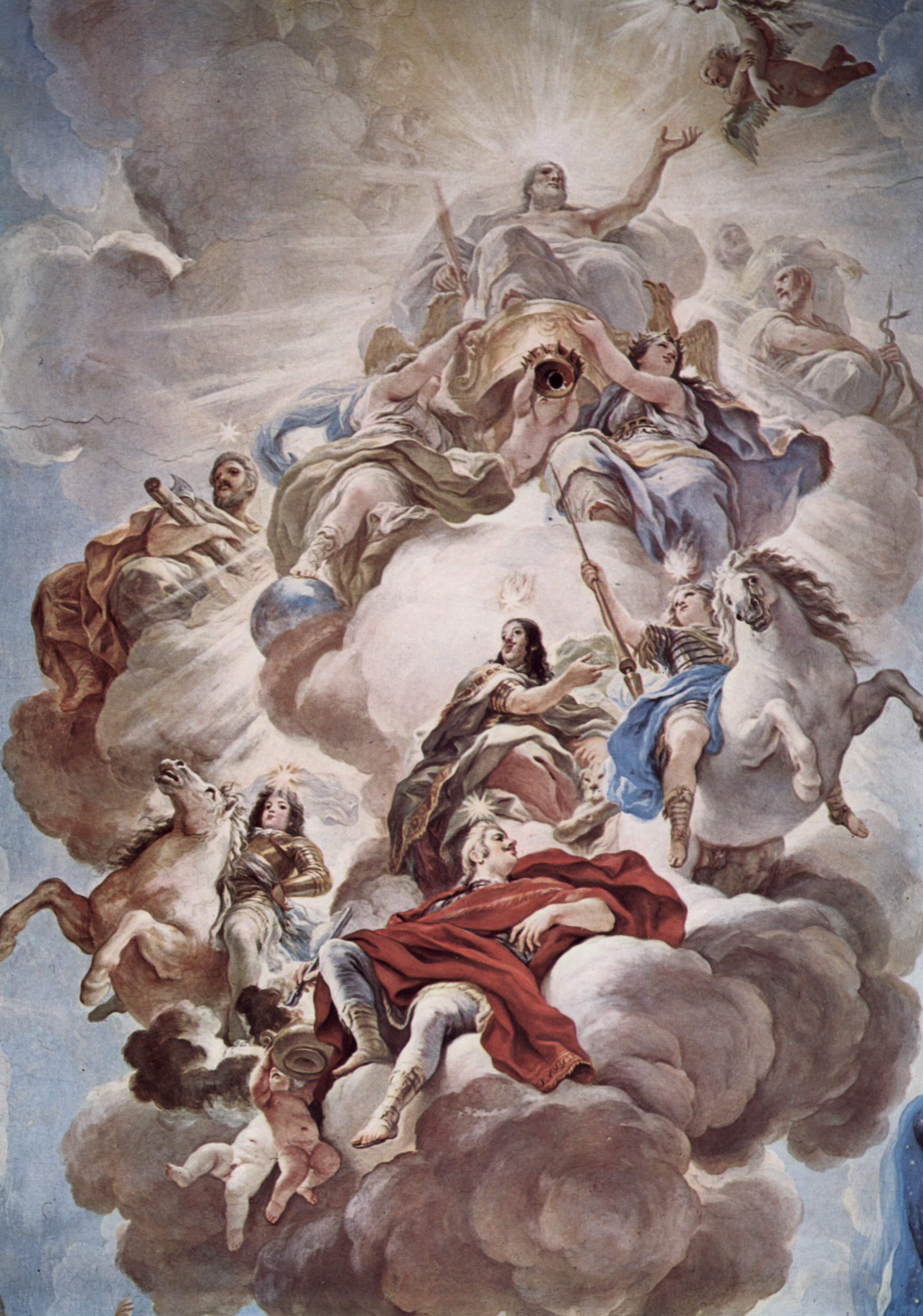
Reprezentarea triumfului familiei Medici în norii Olimpului, frescă în Galeria Palazzo Medici-Riccardi (Florența, Luca Giordano, 1684–1686)

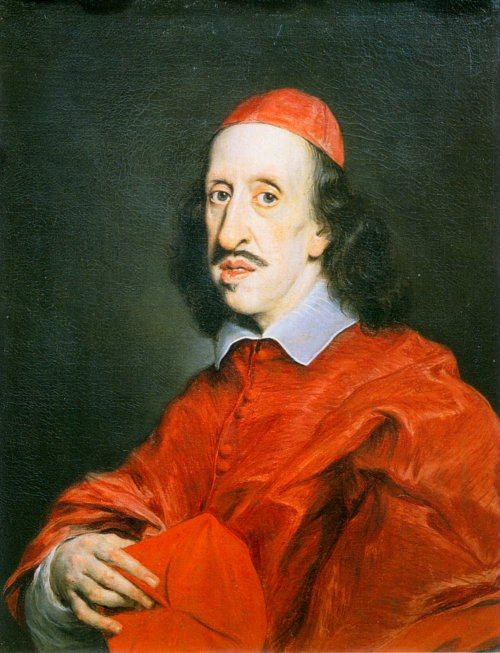
Cardinalul Leopoldo de Medici (1617–1675)

Transformarea orașului din republică în monarhie nu mai poate fi împiedicată, astfel Lorenzo al II-lea este numit de papa Leon al X-lea, unchiul său, prinț de Urbino, și fiul său nelegitim. Alessandro de Medici, probabil fiul nelegitim al papei Clement al VII-lea a condus Florența între anii 1523–1527 când a fost alungat. Readus la conducerea orașului de împăratul Carol Quintul în 1531, este asasinat în 1537 de Lorenzino de Medici, ruda sa care se simțea neîndreptățită în ceea ce privea o moștenire. Fiica lui Lorenzo, sora vitregă a lui Alessandro, a fost Caterina de Medici, care în 1533 s-a căsătorit cu regele Henric al II-lea al Franței. Alessandro a avut, de asemenea, o fiică nelegitimă 1536 cu Margareta de Parma care s-a căsătorit cu împăratul Carol Quintul. După moartea lui Alessandro cel ce a reușit să se impună a fost Cosimo I care provenea din linia nouă a familiei, fiind duce al Florenței din 1537 și Mare Duce de Toscana din 1569. A fost urmat în 1587 de Ferdinando I de Toscana al cărui important descendent, Cosimo al II-lea (1590–1621), a fost protectorul lui Galileo Galilei. Maria de Medici fiica lui Francesco a fost soția regelui Henric al IV-lea al Franței. Membrii familiei Medici au dominat și condus Toscana până la moartea ultimului Medici 1737.

## Susținători ai artei
Cu sprijinul financiar al familiei Medici s-a sprijinit arta: pictura, arhitectura. Giovanni di Bicci în 1419 însărcinează pe Filippo Brunelleschi cu renovarea Basilica di San Lorenzo di Firenze care devine cavoul familiei Medici (aici fiind înmormântați 46 de membri ai familiei). Maeștrii ai artei sprijiniți de Cosimo de Medici au fost Donatello și Fra Filippo Lippi. Insă contribuția cea mai însemnată în sprijinirea artei îi revine lui. Lorenzo de Medici la masa lui se întâlnesc artiști, gânditori, de rangul lui Michelangelo, Demetrios Chalkondylas, Angelo Poliziano, Christoforo Landino, Giovanni Pico della Mirandola, Francesco Granacci, Sandro Botticelli și Leonardo da Vinci. Fiind colecționari de opere de artă, membrii familiei Medici au contribuit la îmbogățirea cu opere de artă a muzeului Galleria Uffizi din Florența. În domeniul arhitecturii se pot aminti: 
- Basilica di San Lorenzo, Dom Santa Maria del Fiore 1436,
- Palazzo Medici-Riccardi, 1444, arhitect Michelozzo,
- Palazzo Pitti, mulțumită Eleonorei de Toledo, soția lui Cosimo, 1550 arhitect Buonaccorso Pitti
- Uffizien, arhitect Giorgio Vasari însărcinat de Cosimo I. 1560,
- în 1562 înființtă Accademia dell' Arte del Disegno unde stă opera lui Michelangelo „David“
- Grădina-Boboli, aflată în spatele lui Palazzo Pitti,
- Belvedere,
- Biblioteca Medicea Laurenziana.

## Arbore genealogic (1360–1675)
```
Giovanni di Bicci de' Medici
 (1360–1429)
│
├─Antonio de' Medici (?–1398)

│
├─Damian de' Medici (1389–1390)
│
├─
Cosimo de' Medici
 (cel Bătrân) (1389–1464)
│ │
│ ├─
Piero I de' Medici
 (cel Gutos) (1416–1469), 
Signor
 de 
Florența

│ │ │
│ │ ├─
Lorenzo de' Medici
 (Magnificul) (1449–1492), Signor de Florența
│ │ │ │
│ │ │ ├─
Lucrezia de' Medici
 (1470–1550)
│ │ │ │ │
│ │ │ │ ├─Maria Salviati (1499–1543), căsătorită cu 
Giovanni dalle bande nere
 (vezi mai jos)
│ │ │ │ │
│ │ │ │ └─Francesca Salviati
│ │ │ │   │
│ │ │ │   └─
Alessandro Ottaviano de' Medici
 (1535–1605), papa Leon al XI-lea
│ │ │ │
│ │ │ ├─
Piero al II-lea de' Medici
 (cel Fără noroc) (1472–1503), Signor de Florența
│ │ │ │ │
│ │ │ │ ├─
Lorenzo al II-lea de' Medici
 (1492–1519), Duce de 
Urbino

│ │ │ │ │ │
│ │ │ │ │ ├─
Alessandro de' Medici
 (
il Moro
) (1510–1537), Duce de Florența
│ │ │ │ │ │ │
│ │ │ │ │ │ ├─
Giulio de' Medici
 (c. 1533–1600)
│ │ │ │ │ │ │ │
│ │ │ │ │ │ │ └─Cosimo de' Medici (?–?)

│ │ │ │ │ │ │   │
│ │ │ │ │ │ │   └─Angela/Angelica de' Medici (1608–1636)

│ │ │ │ │ │ │
│ │ │ │ │ │ └─
Giulia de' Medici
 (c. 1535–?)
│ │ │ │ │ │
│ │ │ │ │ └─
Caterina de' Medici
 (1519–1589), căsătorită cu regele 
Henric al II-lea al Franței

│ │ │ │ │
│ │ │ │ └─
Clarissa de' Medici
 (
1493
–
1528
)
│ │ │ │
│ │ │ ├─
Maddalena de' Medici
 (1473–1528)
│ │ │ │
│ │ │ ├─
Giovanni di Lorenzo de' Medici
 (1475–1521), primul papă din familia de' Medici sub numele Leon al X-lea
│ │ │ │
│ │ │ ├─
Giuliano de' Medici
 (1479
–1516), a primit primul titlu nobiliar al familiei devenind 
Duce de Nemours

│ │ │ │ │
│ │ │ │ └─
Ippolito de' Medici
 (1511–1535), Cardinal
│ │ │ │
│ │ │ └─
Contessina de' Medici
 (?–1515), căsătorită cu Piero Ridolfi
│ │ │
│ │ └─
Giuliano de' Medici
 (1453–1478)
│ │   │
│ │   └─
Giulio de' Medici
 (1478–1534), fiu nelegitim devenit papă sub numele Clement al VII-lea
│ │
│ ├─
Giovanni de' Medici
 (1421–1463)
│ │ │
│ │ └─Cosimo de' Medici (1452–1461)
│ │
│ └─
Carlo de' Medici
 (1430–1492)
│
└─
Lorenzo de' Medici
 (cel Bătrân) (1395–1440)
   │
   └─
Pierfrancesco de' Medici
 (cel Bătrân) (1431–1476)
     │
     ├─
Lorenzo the Popolano
 (1463–1503), Signor de 
Piombino

     │ │
     │ └─
Pierfrancesco de' Medici
 (cel Tânăr) (1487–1525)
     │   │
     │   ├─
Laudomia de' Medici
 (1463-?)

     │   │
     │   ├─
Lorenzino de' Medici
 (1514–1548) (numit și Lorenzaccio)
     │   │
     │   ├─
Giuliano the Medici
 (c. 1520–
1588), Arhiepiscop de Alby
     │   │
     │   └─
Maddalena de' Medici
 (1473–1583)

     │
     └─
Giovanni (al II-lea) Popolano
 (1467–1498)
          │
          └─Lodovico de' Medici (
Giovanni dalle Bande Nere
) (1498–1526), cel mai renumit soldat din familia Medici, conducător al unei armate mercenare
[
1
]
[
2
]

          │
          └─
Cosimo I de' Medici
 (1519–1574), 
Mare Duce
 de Toscana
          │
          ├─Bia de' Medici (1537–1542)
          │
          ├─Maria de' Medici (1540–1557)
          │
          ├─
Francesco I de' Medici
 (1541–1587), Mare Duce de Toscana
          │ │
          │ ├─
Eleonora de' Medici
 (1566–1611), căsătorită cu ducele 
Vincenzo I Gonzaga
 de Mantua
          │ │
          │ ├─Romola de' Medici (1568–1568)
          │ │
          │ ├─Anna de' Medici (1569–1584)
          │ │
          │ ├─Isabella de' Medici (1571–1572)
          │ │
          │ ├─Lucrezia de' Medici (1572–1574)
          │ │
          │ ├─
Maria de' Medici
 (1573–1642), căsătorită cu regele 
Henric al IV-lea al Franței

          │ │                                               │
          │ │                                               └─
Henrietta Maria de Franța
, căsătorită cu regele 
Carol I al Angliei

          │ │                                                                                         │
          │ │                                                                                         └─
Carol al II-lea al Angliei

          │ │                                                                                         │
          │ │                                                                                         └─
Iacob al II-lea al Angliei

          │ │                                                                                         │
          │ │                                                                                         └─
Mary Henrietta Stuart

          │ │
          │ ├─
Antonio de' Medici
 (1576–1621), adoptat
          │ │
          │ └─Filippo de' Medici (1577–1582)
          │
          ├─
Isabella de' Medici
 (1542–1576)
          │
          ├─
Giovanni de' Medici
 (1543–1562)
, Episcop de 
Pisa
 și cardinal
          │
          ├─
Lucrezia de' Medici
 (1545
–1561
), soția (1560
) lui Alfonso al II-lea d'Este, Duce de 
Ferrara
 și 
Modena

          │
          ├─Pietro (Pedricco) de' Medici (1546–1547)
          │
          ├─Garzia de' Medici (1547–1562)
          │
          ├─Antonio de' Medici (1548–1548)
          │
          ├─
Ferdinando I de' Medici
 (1549–1609), Mare Duce de Toscana
          │ │
          │ ├─
Cosimo al II-lea de' Medici
 (1590–1621), Mare Duce de Toscana
          │ │ │
          │ │ ├─Maria Cristina de' Medici (1609–1632)

          │ │ │
          │ │ ├─
Ferdinando al II-lea de' Medici
 (1610–1670), Mare duce de Toscana
          │ │ │ │
          │ │ │ ├─Cosimo de' Medici (1639–1639)

          │ │ │ │
          │ │ │ ├─
Cosimo al III-lea de' Medici
 (1642–1723), Mare Duce de Toscana
          │ │ │ │ │
          │ │ │ │ ├─
Ferdinando de' Medici
 (1663–1713)
          │ │ │ │ │
          │ │ │ │ ├─
Anna Maria Luisa de' Medici
 (1667–1743)
          │ │ │ │ │
          │ │ │ │ └─
Gian Gastone de' Medici
 (1671–1737), Mare Duce de Toscana
          │ │ │ │
          │ │ │ └─
Francesco Maria de' Medici
 (1660–1711)
, Cardinal
          │ │ │
          │ │ ├─
Giovanni Carlo de' Medici
 (Giancarlo) (1611–1663)
, Episcop de 
Sabina
, devenit cardinal în 1644
          │ │ │
          │ │ ├─
Margherita de' Medici
 (1612–1679)
, căsătorită (în 1628) cu Odoardo I Farnese, 
Duce
 de Parma
          │ │ │
          │ │ ├─
Matteo de' Medici
 (1613–1667)

          │ │ │
          │ │ ├─Francesco de' Medici (1614–1634)

          │ │ │
          │ │ ├─
Anna de' Medici
 (1616–1676)
, căsătorită cu arhiducele 
Ferdinand Carol de Austria

          │ │ │
          │ │ └─
Leopoldo de' Medici
 (1617–1675)
, devenit cardinal în 1667
          │ │
          │ ├─Eleonora de' Medici (1591–1617)

          │ │
          │ ├─Caterina de' Medici (1593–1629)
, căsătorită cu 
Ferdinando Gonzaga
, Duce de 
Mantova

          │ │
          │ ├─
Francesco de' Medici
 (1594–1614)

          │ │
          │ ├─
Carlo de' Medici
 (1595–1666)

          │ │
          │ ├─
Filippino de' Medici
 (1599–1602)

          │ │
          │ ├─
Lorenzo de' Medici
 (1600–1648)

          │ │
          │ ├─Maria Maddalena de' Medici (1600–1633)

          │ │
          │ └─
Claudia de' Medici
 (1604–1648), căsătorită cu (1620–1623) cu 
Federico della Rovere
, singurul fiu al ducelui de
          │    
Urbino
, și ulterior (1626–1632), cu archiducele 
Leopold al V-lea de Austria

          │
          ├─Anna de' Medici (1553
–1553)
          │
          ├─
Pietro de' Medici
 (1554–1604)

          │
          ├─o fiică cu nume necunoscut (1566–1566)
          │
          ├─Giovanni de' Medici (1567–1621)
          │
          ├─Vindchi de' Medici (1568–1634)
          │
          └─
Virginia de' Medici
 (1568–1615), căsătorită cu Cesare d'Este, Duce de Modena
```

#### Signori ai Republicii Florența
| Portret | Nume                                         | De la             | Până la           | Relația cu predecesorul |
| ------- | -------------------------------------------- | ----------------- | ----------------- | --- |
|         | Cosimo de' Medici (Părintele Patriei)        | 1434              | 1 august 1464     | Fiul lui Giovanni di Bicci de' Medici                                                                                            |
|         | Piero I de' Medici (Piero Gutosul)           | 1 august 1464     | 2 decembrie 1469  | Fiul cel mare a lui Cosimo de' Medici.                                                                                           |
|         | Lorenzo I de' Medici (Lorenzo Mahnificul)    | 2 decembrie 1469  | 9 aprilie 1492    | Fiul cel mare a lui Piero I de' Medici.                                                                                          |
|         | Piero de' Medici (Piero Ghinionistul)        | 9 aprilie 1492    | 8 noiembrie 1494  | Fiul cel mare a lui Lorenzo Magnificul. Exilat din Florența atunci când regele Carol al VIII-lea al Franței a invadat Republica  |
|         | Cardinal Giovanni de' Medici                 | 31 august 1512    | 9 martie 1513     | Fratele lui Piero Ghinionistul, al doilea fiu a lui Lorenzo Magnificul.                                                          |
|         | Giuliano de' Medici, Duce de Nemours         | 9 martie 1513     | 17 martie 1516    | Fratele Cardinalului Giovanni de' Medici, al treilea fiu a lui Lorenzo Magnificul.                                               |
|         | Lorenzo al II-lea de' Medici, Duce de Urbino | 17 martie 1516    | 4 mai 1519        | Nepotul lui Giuliano de' Medici, Duce de Nemours, fiul lui Piero Gninionistul.                                                   |
|         | Cardinalul Giulio de' Medici                 | 4 mai 1519        | 19 noiembrie 1523 | Vărul lui Lorenzo al II-lea de' Medici, Duce de Urbino, fiul lui Giuliano de' Medici care a fost fratele lui Lorenzo Magnificul. |
|         | Cardinalul Ippolito de' Medici               | 19 noiembrie 1523 | 24 octombrie 1529 | Vărul Cardinalului Giulio de' Medici, fiul nelegitim a lui Giuliano de' Medici, Duce de Nemours.                                 |

#### Duci de Florența
| Portret | Nume               | De la             | Până la         | Relația cu predecesorul |
| ------- | ------------------ | ----------------- | --------------- | --- |
|         | Allesandro il Moro | 24 octombrie 1529 | 6 ianuarie 1537 | Vărul Cardinalului Ippolito de' Medici, fiul nelegitim a lui Lorenzo II de' Medici, Duce de Urbino sau a Papei Clement al VII-lea. A fost signore în timpul Asediului Florenței, ridicat la rang de Duce în 1531. |
|         | Cosimo I           | 6 ianuarie 1537   | 21 aprilie 1574 | Văr îndepărtat a lui Alessandro de' Medici, fiul lui Giovanni dalle Bande Nere. dei Popolani linie descendenta din Lorenzo cel Tânăr, fratele lui Cosimo de' Medici; stră+stră+nepot a lui Lorenzo Magnificul prin mama sa, Maria Salviati, si prin bunica sa, Lucrezia de' Medici. A fost ridicat la rangul de Mare Duce de Toscana în anul 1569 |

#### Mari Duci de Toscana
| Portret | Nume                 | De la             | Până la           | Relația cu predecesorul                                                                                       |
| ------- | -------------------- | ----------------- | ----------------- | --- |
|         |                      |                   |                   | |
|         | Francesco I          | 21 aprilie 1574   | 17 octombrie 1587 | Fiul cel mare a lui Cosimo I de' Medici, Mare Duce de Toscana.                                                |
|         | Ferdinando I         | 17 octombrie 1587 | 17 februarie 1609 | Fratele lui Francesco I de' Medici, Mare Duce de Toscana, fiul lui Cosimo I de' Medici, Mare Duce de Toscana. |
|         | Cosimo al II-lea     | 17 februarie 1609 | 28 februarie 1621 | Fiul cel mare a lui Ferdinando I de' Medici, Mare Duce de Toscana.                                            |
|         | Ferdinando al II-lea | 28 februarie 1621 | 23 mai 1670       | Fiul cel mare a lui Cosimo al II-lea de' Medici, Mare Duce de Toscana.                                        |
|         | Cosimo al III-lea    | 23 mai 1670       | 31 octombrie 1723 | Fiul cel mare a lui Ferdinando al II-lea de' Medici, Mare Duce de Toscana.                                    |
|         | Gian Gastone         | 31 octombrie 1723 | 9 iulie 1737      | Al doilea fiu a lui Cosimo al III-lea de' Medici, Mare Duce de Toscana.                                       |